# Contrastes (film)
Pour les articles homonymes, voir Contraste (homonymie).
Contrastes est un court métrage documentaire co-réalisé en 1960 par Jean Dewever et Robert Ménégoz.

## Synopsis
Enquête sur un coin du Sud-Ouest de la France bouleversé par la découverte d'un gisement de gaz à Lacq. Une ville-champignon y a poussé et le mode de vie campagnard s'en trouve bouleversé. Il n'a cependant pas tout à fait disparu. Dès lors, c'est aux contrastes entre les survivances de la vie rurale et l'ultra modernité qui nous offre de nouvelles voies en même temps qu'un conditionnement nouveau que s'intéressent les deux documentaristes.

## Fiche technique
- Titre : Contrastes
- Réalisation : Jean Dewever et Robert Ménégoz
- Scénario : Robert Courtot
- Directeur de la photographie : Jean Penzer
- Musique : René Cloërec
- Production : Cinétest
- Pays d'origine : France
- Durée : 16 min
- Date de sortie : décembre 1960

## Lieux de tournage
- Pyrénées-Atlantiques
- Lacq